# Dmitri Burdin
Dmitri Burdin (în rusă Дмитрий Иванович Бурдин; n. 17/30 august 1914, Țarițîn, Gubernia Saratov⁠(d), Imperiul Rus – d. 6 ianuarie 1978, Moscova, RSFS Rusă, URSS) a fost un arhitect rus.
1. 1 2 3 4  archINFORM, accesat în 16 martie 2024